# Каразин, Борис Иванович
Бори́с Ива́нович Кара́зин (1874 — 1937) — русский общественный деятель и политик, член IV Государственной думы от Харьковской губернии.

## Биография
Из потомственных дворян. Землевладелец Харьковской губернии (450 десятин), владел недвижимым имуществом в Харькове (оцененным в 180 тысяч рублей).
Окончил 2-ю Харьковскую гимназию (1893) и естественное отделение физико-математического факультета Харьковского университета (1898). По окончании университета поступил на службу в Министерство финансов в Петербурге.
В 1900 году вышел в отставку и посвятил себя ведению хозяйства и общественной деятельности. Избирался помощником Харьковского уездного предводителя дворянства (1902—1905), гласным Богодуховского уездного и Харьковского губернского земских собраний, членом Харьковской губернской земской управы (1905—1908) и почетным мировым судьей. Был председателем уездного и губернского земских экономических советов. Будучи членом губернской земской управы заведывал экономическим, школьным и ветеринарным отделами. Дослужился до чина надворного советника.
В 1908 году учредил губернскую земскую кассу мелкого кредита и был избран её председателем, состоя в этой должности до избрания в Думу. Организовал первый в России съезд представителей касс мелкого кредита. Был членом «Союза 17 октября».
В 1912 году был избран членом Государственной думы от Харьковской губернии. Входил во фракцию октябристов, после её раскола — в группу «Союза 17 октября». Состоял председателем комиссии о мерах к прекращению ненормального вздорожания предметов первой необходимости, а также членом комиссий: бюджетной, о торговле и промышленности, финансовой, о праздновании 300-летия дома Романовых, по исполнению государственной росписи доходов и расходов, сельскохозяйственной и продовольственной. Был членом Прогрессивного блока.
С 1916 года состоял представителем ГД в Особом совещании для обсуждения и об единения мероприятий по продовольственному делу и в Центральном бюро по мукомолью, образованном при Особом совещании.
В дни Февральской революции был в Петрограде. 8 марта 1917 прибыл в Харьков, где выступал с сообщениями о революционных событиях в Петрограде, делал доклады о продовольственном снабжении страны и армии. 4 мая 1917 на заседании Временного комитета Государственной думы был избран членом Совещания для разработки плана финансового преобразования.
В Гражданскую войну находился на Юге России. Весной 1920 года эвакуировался из Новороссийска в Салоники, а затем в Югославию. В эмиграции там же. Умер в 1937 году. Похоронен на Новом кладбище Белграда. Был женат, имел дочь.